# М'янма на Чемпіонаті світу з водних видів спорту 2015
М'янма взяла участь у Чемпіонаті світу з водних видів спорту 2015, який пройшов у Казані (Росія) від 24 липня до 9 серпня.

## Плавання
Плавці М'янми виконали кваліфікаційні нормативи в дисциплінах, які наведено в таблиці (не більш як 2 плавці на одну дисципліну за часом нормативу A, і не більш як 1 плавець на одну дисципліну за часом нормативу B):
Чоловіки
| Спортсмен        | Дисципліна       | Попередній заплив | Попередній заплив | Півфінал        | Півфінал        | Фінал           | Фінал           |
| Спортсмен        | Дисципліна       | Час               | Місце             | Час             | Місце           | Час             | Місце           |
| ---------------- | ---------------- | ----------------- | ----------------- | --------------- | --------------- | --------------- | --------------- |
| Ахнт Кхаунг Хтут | 100 м на спині   | 1:12.90           | 67                | Завершив виступ | Завершив виступ | Завершив виступ | Завершив виступ |
| Ахнт Кхаунг Хтут | 100 м брасом     | 1:16.13           | 74                | Завершив виступ | Завершив виступ | Завершив виступ | Завершив виступ |
| Тхінт М'ят       | 50 м батерфляєм  | 27.77             | 61                | Завершив виступ | Завершив виступ | Завершив виступ | Завершив виступ |
| Тхінт М'ят       | 100 м батерфляєм | 1:02.78           | 69                | Завершив виступ | Завершив виступ | Завершив виступ | Завершив виступ |

Жінки
| Спортсменка       | Дисципліна          | Попередній заплив | Попередній заплив | Півфінал         | Півфінал         | Фінал            | Фінал            |
| Спортсменка       | Дисципліна          | Час               | Місце             | Час              | Місце            | Час              | Місце            |
| ----------------- | ------------------- | ----------------- | ----------------- | ---------------- | ---------------- | ---------------- | ---------------- |
| Су Мое Тхейнт Сан | 50 м вільним стилем | 27.98             | 70                | Завершила виступ | Завершила виступ | Завершила виступ | Завершила виступ |
| Су Мое Тхейнт Сан | 50 м батерфляєм     | 29.21             | 46                | Завершила виступ | Завершила виступ | Завершила виступ | Завершила виступ |